# 马克·沃伯顿
马克·沃伯顿（英語：Mark Warburton，1962年9月6日—）是一名英格蘭前足球運動員，退役後曾擔任教练、體育總監和領隊等足球管理職位，曾任教英冠球會诺丁汉森林。

## 生平
沃伯顿在莱斯特城接受足球訓練，其後加盟非聯賽球隊恩菲爾德（Enfield F.C.），期間擔任外匯操盤手，於轉職在美國工作時亦有效力當地球隊，惟因膝傷而被迫告別球員生涯。為延續對足球的興趣而考取各級教練牌照，並業餘參與青少年足球訓練工作，其後獲屈福特招手再次全職投入足球管理事業，擔任9至16歲組別的青少年球員訓練工作。
2011年2月沃伯顿加入賓福特的教練團隊，先後出任助理領隊和體育總監。於2013年12月禾貝頓獲委為領隊，是球會歷來首位上任後取得六連勝的領隊，並於2013/14年球季成功帶領球隊升班英冠。2014年6月30日，沃伯顿與賓福特簽署一年滾動合約，而助理領隊大衛·華亞（David Weir）和體育總監法蘭·麥柏蘭（Frank McParland）亦一致行動。翌年2月17日，球會東主修·贝纳姆]]（Matthew Benham）宣佈由於足球理念不同，沃伯顿不同意球隊營運結構的新改革，將會與助理領隊大衛·華亞（David Weir）於季後離隊，而體育總監法蘭·麥柏蘭（Frank McParland）更即時中止職務。
2015年6月15日，沃伯顿加盟蘇冠球會格拉斯哥流浪，簽約三年，是球會歷來首位英籍領隊，大衛·華亞亦追隨出任副手。他最終帶領流浪者奪下蘇冠冠軍，重返睽違四年之久的蘇格蘭足球超級聯賽。
。

## 榮譽

### 球員時期
恩菲爾德
- 英格蘭足總錦標冠軍 (1)：1981/82年；
- 聯盟超級聯賽冠軍 (1)：1982/83年；

### 領隊時期
賓福特
- 英甲聯賽亞軍 (1)：2013/14年；

格拉斯哥流浪者
- 蘇冠聯賽冠軍 (1)：2015/16年

個人
- 英甲聯賽每月最佳領隊 (1)：2013年12月；

## 外部連結
- 足球資料庫：馬克·禾貝頓的領隊統計數據